# NGC 6929
NGC 6929 est une galaxie lenticulaire située dans la constellation de l'Aigle. Sa vitesse par rapport au fond diffus cosmologique est de 4 398 ± 20 km/s, ce qui correspond à une distance de Hubble de 64,9 ± 4,6 Mpc (∼212 millions d'al). NGC 6929 a été découverte par l'astronome britannique John Herschel en 1827.

## Un trio de galaxies?

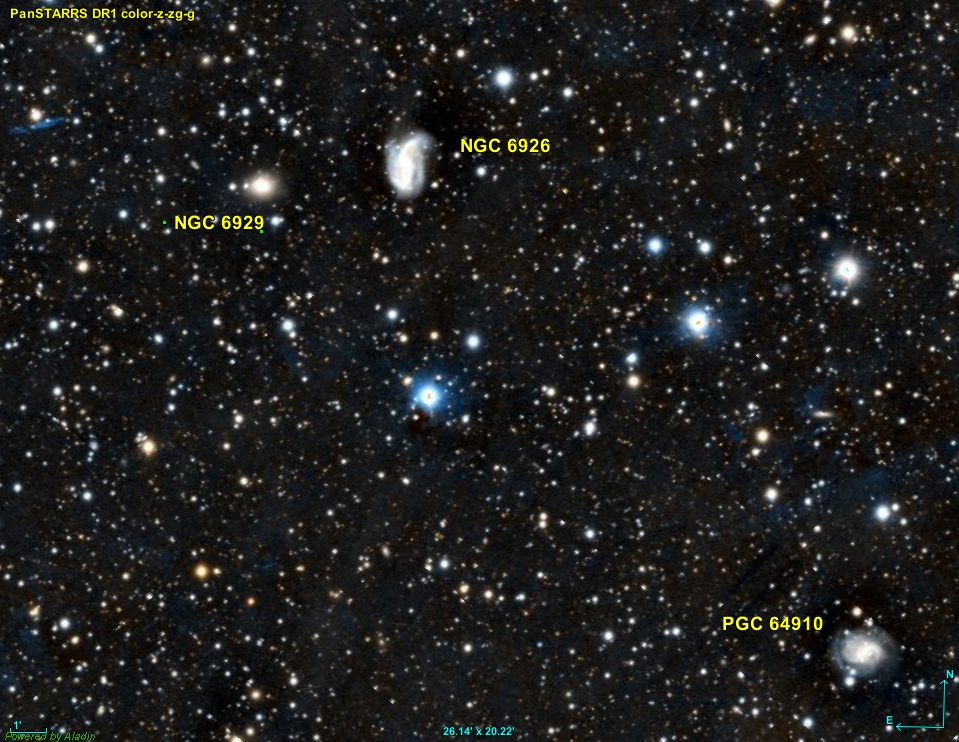
Un trio de galaxies.

NGC 6926, NGC 6929, PGC 64910 et peut-être quelques autres galaxies font probablement partie d'un groupe de galaxies qui est passé inaperçu jusqu'à présent. Les distances de Hubble de NGC 6926 et de PGC 64910 sont de 84,33 ± 6,10 Mpc (∼275 millions d'al) et de 83,62 ± 5,86 Mpc (∼273 millions d'al) et comme le montre l'image ci-contre, elles sont situées dans la même région de la sphère céleste.
D'ailleurs, NGC 6926 et NGC 6929 forment une paire de galaxies. C'est peut-être l'interaction gravitationnelle avec NGC 6926 qui est à l'origine de l'activité du noyau de NGC 6929. 